# Oxydia sinuosa
Oxydia sinuosa är en fjärilsart som beskrevs av William Schaus 1911. Oxydia sinuosa ingår i släktet Oxydia och familjen mätare. Inga underarter finns listade i Catalogue of Life.